# Pescennina cupida
Espèce
Synonymes
- Oonops cupidus Keyserling, 1881
- Opopaea cupida (Keyserling, 1881)
- Marsupopaea cupida (Keyserling, 1881)
- Marsupopaea sturmi Cooke, 1972

Pescennina cupida est une espèce d'araignées aranéomorphes de la famille des Oonopidae.

## Distribution
Cette espèce est endémique du département de Cundinamarca en Colombie,. Elle se rencontre entre 3 200 et 3 367 m d'altitude dans les páramos de Cruz Verde, de Monserrate et El Granizo.

## Description
Le mâle décrit par Platnick et Dupérré en 2011 mesure 2,34 mm et la femelle 2,55 mm.

## Publication originale
- Keyserling, 1881 : Neue Spinnen aus Amerika. III. Verhandlungen der kaiserlich-königlichen zoologisch-botanischen Gesellschaft in Wien, vol. 31, p. 269-314.